# Žigosani u reketu
Žigosani u reketu, srbijanska televizijska serija u produkciji kuća Ton film, Direct Media i United Media. Prvi je put emitirana 1. studenoga 2018. godine. Do danas su snimljene tri sezone. 
U Hrvatskoj se emitira od 22. lipnja 2020. godine na kanalu Nova TV.

## Radnja
Radnja serije vrti se oko dvojice košarkaša posljednje i zlatne generacije jugoslavenske košarke koji su u sasvim drugim okolnostima sreli 20 godina nakon što su završili profesionalnu karijeru. Pokušavaju u novim poslovima, ali maštaju i o povratku u dane ponosa i slave.
Bivši uspješni košarkaš Vojislav zastranio je u športske malverzacije. Razmišljajući kamo mu je pošao život, došao je do zamislit opet uložiti u klub u kojemu je počeo prije nekoliko desetljeća. Njegov prijatelj i bivši suigrač Krešimir, negdje u Zagrebu trudi se otplatiti velike dugove. Jelica i Milovan uspješni su beogradski gospodarstvenici - ona je vlasnica galerije, on vlasnik novina, i oboje pod naizgled velikim bremenom prošlosti. Dok ona želi da joj sin iz prvog braka, uspešni mladi košarkaš, okonča svoju karijeru, njen suprug iz Amerike dovodi svoju kćer iz prvog braka za mu pomoći oko vođenja medijske kompanije. Kroz seriju prolazi čitav niz likova, čije se sudbine prepleću na najčudnije načine.
Serija se bavi sudbinom dvojice košarkaša koji nakon izvanserijske športske karijere započinju novi život i pokušavaju da ostvariti u drugim poslovima. Priča govori o dvojici nekada nerazdvojnih prijatelja i suigrača u slavnom košarkaškom klubu, koji je danas na rubu propasti, koji će njih dvojicu spojiti u pokušaju da ga podignu iz pepela. Žigosani u reketu također je i priča o drugoj šansi: za prijateljstvo, za oca i sina, propalu karijeru, drugoj šansi za neostvarene talente, drugoj šansi u potrazi za srećom, za generaciju čije je najbolje godine obilježio rat. 

## Produkcija
Serija je snimana u Srbiji (Beogradu, Nišu), Hrvatskoj (Zagrebu, Splitu, Puli), Bosni i Hercegovicni (Sarajevu), Grčkoj (Ateni) i u Rusiji. 

## Posebni gosti
- Predrag Danilović
- Aleksandar Đorđević
- Jesse Eisenberg
- Minja Miletić
- Nemanja Nedović
- Milojko Pantić
- Dino Rađa
- Miloš Teodosić

## Zanimljivosti
- Idejni tvorac projekta je Dragan Bjelogrlić, koji je, kako je sam rekao, htio napraviti seriju čije će središte biti prijateljstvo Srbina i Hrvata i ljubav prema košarci, dok će glavni motiv biti nove, druge šanse koje život pruža.
- Glavne uloge tumače Nebojša Dugalić i Filip Šovagović, zajedno s Dubravkom Mijatović i Vesnom Trivalić — dvije Bjelogrlićeve prijateljice koje je on priželjkivao u seriji. Trivalićevoj je ovo, uz Sjene nad Balkanom (još jedna Bjelogrlićeva serija), predstavlja veliki povratak glumačkom pozivu i televizijskoj publici.
- Na žurci povodom završetka snimanja prve sezone serije, Dragan Bjelogrlić je potvrdio da će se snimati druga sezona.

## Vanjske poveznice
- Žigosani u reketu u internetskoj bazi filmova IMDb-a